# Икаи, Танэ
Танэ Икаи (яп. 猪飼 たね; 18 января 1879 — 12 июля 1995 года) — японская долгожительница. С 25 октября 2017 года она является четвёртой из шести верифицированных людей, живших в странах Азии, возраст которых превысил 115 и 116 лет. Также на сегодняшний день она является четырнадцатой в списке самых пожилых верифицированных людей (женщин), живших когда-либо. На момент смерти являлась старейшим жителем Японии в истории и вторым в мире.

## Биография
Танэ Икаи родилась 18 января 1879 года в крестьянской семье, была третьим ребёнком из шести. Она вышла замуж в 20 лет, родила трех сыновей и дочь, и развелась в 1917 году в возрасте 38 лет. В 1968 году, в возрасте 89 лет она переехала в дом престарелых. В возрасте 109 лет (в 1988 году) женщина перенесла инсульт и была переведена в больницу, где она оставалась прикованной к постели на всю оставшуюся жизнь.
Танэ Икаи стала самым пожилым человеком в Японии в возрасте 113 лет в 1992 году, после смерти 114-летней Ваки Сирахамы. Она пережила всех своих детей и умерла 12 июля 1995 года, в возрасте 116 лет и 175 дней. Вскрытие показало, что она умерла от почечной недостаточности. Несмотря на столь почтенный возраст, Танэ Икаи никогда не была старейшим в мире человеком, поскольку на момент её смерти была жива Жанна Кальман, ставшая впоследствии самым пожилым верифицированным человеком, жившим когда-либо на нашей планете. Жанна Кальман стала в тот момент последним живым человеком, родившимся в 1870-х годах.

## См.также
- Список старейших жителей Японии
- Список старейших людей в мире
- Список старейших женщин